# 緣日
緣日在日本文化之中，指的是與神佛結下某種因緣，成為神佛的有緣人的日子，通常是在神佛誕生、降臨、示現、誓願的節日。
神社寺院會在這天進行祭祀及奉養儀式，吸引信眾前往參拜，在周邊就會出現許多路邊攤。
日本各地神社寺院所訂的緣日均不相同，有些可能每月一次，有些則可能每月二、三次，信眾相信在緣日參詣寺院的話，會比平日較為靈驗，收穫更多功德利益。

## 辭義
「緣日」一詞是源自佛門的用語，表示有緣之日、結緣之日的略稱，以佛菩薩與世間有緣為緣日。 日本佛教於平安時代就已經開始盛行「阿彌陀」、「觀音」、「地藏」的緣日，直到鎌倉時代開始有固定的日子。
每年最初的緣日稱為，例如：初天神、初觀音、初不動，以干支計算緣日則稱為初午、初巳等；相對而言，每年最後的緣日稱為或，例如：納めの觀音、終い觀音。

## 緣日和祭典的差異
緣日和祭典同樣都有路邊攤組成的街會活動，但是祭典的意義有明確的差異。祭典是指祈求豐收、祛除災難、感恩神明和祖先的活動，並且是按照年度在春、夏、秋、冬的季節舉行。緣日的集市局限在神社佛閣境內的參道，祭典的集市除了設在社境的參道，也會根據祭典性質設在不同地點，例如：夏祭屋台設在花火大會的河川沿岸、櫻祭屋台設在賞花的名所會場。

## 主要的緣日
- 元三大師－1月3日
- 寶生如來－每月3日
- 阿閦如來－每月4日
- 彌勒菩薩－每月5日
- 水天宮－每月5日（每月1日、5日、15日就地方而不同）
- 藥師如來－每月8日、12日
- 金毘羅權現－每月10日
- 虚空藏菩薩－每月13日
- 日蓮聖人－每月13日
- 普賢菩薩－每月14日
- 阿彌陀如來－每月15日
- 閻魔－每月16日
- 歡喜天（聖天）－每月16日
- 千手觀音菩薩－每月17日
- 觀世音菩薩－每月18日
- 七面天女－每月18日、19日
- 馬頭觀音菩薩－每月19日
- 十一面觀音菩薩－每月20日
- 准提觀音菩薩－每月21日
- 弘法大師－每月21日
- 如意輪觀音菩薩－每月22日
- 不空羂索觀音菩薩－每月23日
- 勢至菩薩－每月23日
- 八幡神－每月23日
- 地藏菩薩－每月24日
- 愛宕權現－每月24日
- 文殊菩薩－每月25日
- 天神－每月25日（天神祭）
- 法然上人－每月25日
- 愛染明王－每月26日
- 不動明王－每月28日
- 大日如來－每月28日
- 釋迦如來－每月30日
- 妙見菩薩－每月1日、15日
- 鬼子母神－每月8日、18日、28日
- 稻荷神－午日
- 摩利支天－亥日
- 毘沙門天－1月、5月、9月的最初寅日
- 大黑天－甲子日
- 辯才天（辯財天）－己巳日
- 帝釋天、青面金剛－庚申日
- 荒川遊園地前停留場－每月2日、12日、22日

## 攤販

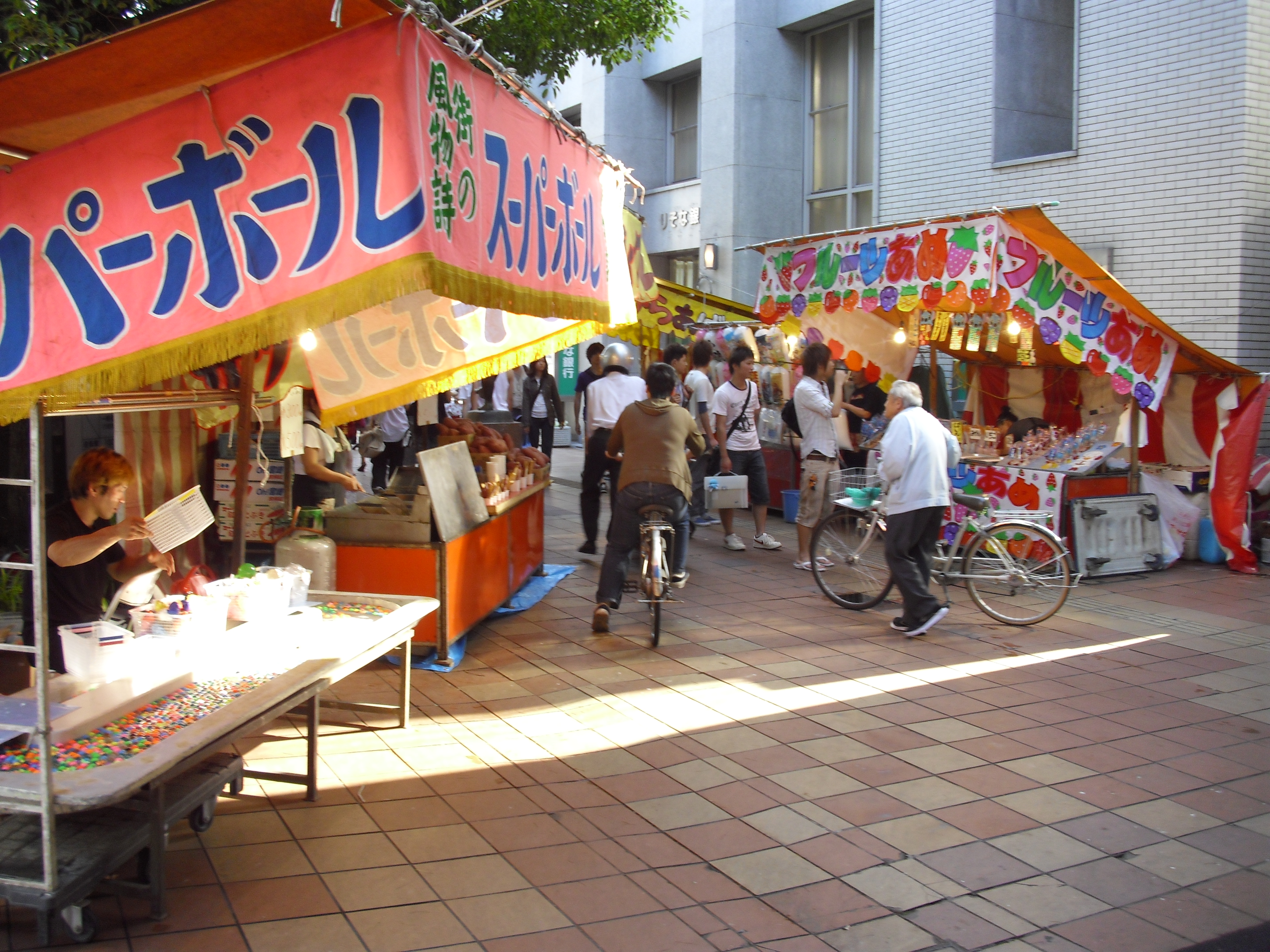
露店

江戶時代開始，緣日伴隨出現屋台、露店、夜間店等各種攤販夜市，帶動周邊廟會興起，逐漸形成了「緣日經濟」。 明治時代開始，報刊開始有登載緣日情報的欄目，不過部分冬季緣日（非在4－10月者）就不會有市場經營。
平常在日本街道上的攤販多數是經營日式拉麵或關東煮，並且日本警察極少發出道路使用許可證，因此伴隨著緣日的路邊攤，從夜幕降臨舉行到深夜，對附近居民來說是難得的社區活動。
緣日商人一般只有幾個小時的經營時間，隔日就流動到其他緣日的地點。傳統上，緣日攤位是由的屋進行分配和規劃，但是的屋組織與日本暴力團有淵源，因此部份地方在舉行緣日和祭典活動時，會刻意排除的屋組織，把攤位留給附近商店街和商店會經營。
緣日主要常見的攤位，包括：
- 食物
  - 日式烤雞串、日式烤肉串（日语：やきとん）、串燒
  - 烤玉米
  - 日式炒麵
  - 什錦燒
  - 今川燒
  - 鯛魚燒
  - 章魚燒、明石燒
  - 大阪燒（丸丸燒、輪燒）
  - 烤魷魚、烤烏賊（日语：ポンポン焼き）
  - 關東煮
  - 豚汁
  - 滷大腸（日语：もつ煮）
  - 烤高麗菜（日语：キャベツ焼き）
  - 香腸
  - 玉米狗（熱狗）
  - 薯條
  - 唐揚
  - 旋轉烤肉
  - 爆米花
  - 棉花糖
  - 糖蘋果、糖草莓
  - 杏飴（日语：あんず飴）
  - 糖塑
  - 鳖甲飴（日语：鼈甲飴）
  - 薄荷糖（ハッカパイプ）
  - 懷舊零食、糖果
  - 雞蛋糕（日语：ベビーカステラ）
  - 可麗餅
  - 窩夫
  - 醬汁仙貝（日语：ソースせんべい）
  - 巧克力香蕉（日语：チョコバナナ）
  - 日本糰子
  - 餡餅
  - 冰品：刨冰、冰沙、軟雪糕、冰淇淋、冰棒
  - 飲料：彈珠汽水、清涼飲料水（日语：清涼飲料水）、日本清酒、啤酒、日本甘酒
- 遊戲
  - 特色遊戲
    - 撈金魚：使用碗及紙網撈取金魚
    - 撈彈力球（日语：スーパーボール）：使用紙網撈取彈力球
    - 釣水球：使用鉤針釣取彩色鮮豔的水氣球

  - 投環（日语：輪投げ）：使用圓環投取目標獎品
  - 射靶（日语：射的）：使用玩具槍射出軟木栓彈打倒目標獎品
  - 波子機（スマートボール）：橫向彈珠台遊戲
  - 挑版畫（日语：カタヌキ）：用牙籤在澱粉薄片戳出印製的形狀
  - 水下投幣（日语：水中コイン落とし）：將硬幣投擲在水缸的碗內
  - 投環式賓果（輪投げでビンゴ）：將圓環投向3x3方格的木板，水平、垂直或對角達成賓果，就有機會抽獎
- 其他
  - 面具：販售合成樹脂製成的兒童面具
  - 小雞（日语：ひよこ）：販售養雞場的低價值雄性小雞，使用顏料著色的小雞稱為「彩色小雞（日语：カラーひよこ）」，有時也會出售罕見的幼鶉
  - 抽籤：在抽獎箱中抽取與獎品相同號碼的籤，用來換取獎品

## 外部連結
- 缘日，周作人散文集（1940年6月作，选自《药味集》）
- 縁日 （页面存档备份，存于），Kotobank（日語）